# Charles Kerremans
Charles Armand Oscar Kerremans (* 28. Oktober 1915 in Brüssel, Belgien; † 1. April 1998 in Antibes, Frankreich) war ein belgischer Diplomat.

## Leben
Charles Kerremans ist der Enkel des gleichnamigen Insektenforschers Charles Kerremans. Er wurde 1939 an der Universität Brüssel zum Doktor promoviert und trat 1946 in den diplomatischen Dienst seines Landes ein.
1949 wurde er als Deutschlandspezialist Sekretär Zweiter Klasse an der belgischen Mission bei der Alliierten Hohen Kommission und Berater von Louis Scheyven, dem Vertreter Belgiens dort. Anschließend war er in Wien und Paris akkreditiert. Ab April 1956 war er am Hof Baudouins beschäftigt und im Juli 1964 zum königlichen Kammerherrn befördert. Von 1965 bis 1970 war er belgischer Botschafter in Helsinki, Finnland.
Von März 1970 bis 1974 war er belgischer Botschafter im indischen Neu-Delhi. Dort war er auch zuständig für Kabul, Kathmandu, Colombo in Sri Lanka sowie Dhaka in Bangladesch.
Vom 11. Juli 1974 bis 2. Juli 1975 war Kerremans belgischer Botschafter in Kinshasa in Zaire. Im April 1975 wurde er vom belgischen Außenminister zu Konsultationen nach Brüssel gerufen.

## Ehrungen
- 1952: Verdienstkreuz (Steckkreuz) der Bundesrepublik Deutschland
- 1956: Großes Verdienstkreuz

## Schriften
- Étude sur les circonscriptions judiciaires et administratives du Brabant et les officiers places à leur tete par les ducs anterieurement à l'avenement de la maison de Bourgogne (1406), 1949
- Les relations commerciales entre Genes la Belgique, Sfoutremont d'après les archives notariales génoises, 1400-1440, Brussels: Palais des académies, 1952.